# Natalia Rudakova
Natalya Rudakova (Leningrado (hoy San Petersburgo), Unión Soviética, 14 de febrero de 1985) es una actriz de cine rusa conocida por el personaje de Valentina en la película Transporter 3 (2008). También participó en la etapa de posproducción en otras dos películas: A Novel Romance (2011) y The One (2011).

## Biografía
Rudakova nació en la ciudad de Leningrado (antigua Unión Soviética), se mudó a los 17 años con sus padres a la ciudad de Nueva York, donde trabajó como peluquera en un salón de belleza. Un día, Luc Besson (coescritor de la película Transporter 3) la conoció cuando cruzaba la calle. A partir de ese momento, él le dio clases de actuación y la incluyó en el reparto de la película como la protagonista femenina.[cita requerida]

## Filmografía
- Roads to Olympia (2019)
- Mafia (2015)
- The One (2011, posproducción)
- A Novel Romance (2011, posproducción)
- Transporter 3 (2008)